# Королі і капуста (фільм)
«Королі і капуста» (рос. «Короли и капуста») — український радянський двосерійний художній фільм 1978 року режисера Миколи Рашеєва за мотивами однойменної книги О. Генрі.
Дія фільму розгортається у вигаданій центрально-американській країні Анчурія. За словами головного героя, «на карті буква А накрила б всю її територію, а назви міст потонули б у воді. Так що не шукай її на карті…». У цій країні можуть спокійно жити люди, що ховаються від закону, адже «таке анчурійське законодавство. Поліція займалася своїми справами і не сунула ніс в чужі». Справжнім господарем Анчурії є невідома іноземна компанія, яка надсилає свої розпорядження з пароплавом «Везувій».

## Сюжет

### 1 серія
Головного героя звуть Біллі Кьоу, він немолодий і навчений життям пройдисвіт, який тепер вважає за краще чесно заробляти на життя в якості фотографа. Його друг, Френк Гудвін (він же «Малюк», справжнє ім'я — Джимі Корбет), навпаки — авантюрист, який не проти моментально розбагатіти.
Двоє друзів жили спокійно, поки в Анчурії не змінився президент. Президенти в Анчурії взагалі «змінювалися частіше, ніж погода», але цей утік, забравши з собою у валізі всю казну і прихопивши талановиту танцівницю Ізабеллу. Вночі він приходить до місцевого цирульника Естебана, щоб трохи змінити зовнішність, але той впізнає в ньому президента-втікача і краде саквояж з грошима, замінивши його на саквояж з камінням. Президент затіває бійку з цирульником, а Френк Гудвін, що опинився поблизу, вбиває президента і забирає з собою Ізабеллу та саквояж. Френк моментально закохується в нову знайому і, виявивши у валізі всього лише каміння, вирішує відкрити власне підприємство, щоб заробити грошей і виїхати з Анчурії разом з Ізабеллою, яка мріє про світову сцену.
Не спитавши ради досвідченого Біллі Кьоу, Гудвін на всі свої заощадження купує 3 000 пар взуття, тому що в Анчурії майже всі ходять роззуті. Незабаром до нього для проведення допиту приходить представник місцевого уряду — Сабас, який шукає того, хто в метушні забрав саквояж. Під час їхньої розмови дружина Естебана ховає саквояж в один з ящиків із взуттям.
Як і передбачив Кьоу, жителі не зацікавилися магазином Гудвіна, і той скаржиться Біллі на відсутність попиту. Біллі пояснює йому: «Ти нічого не розумієш в політекономії. Попит можна створити, можна тільки створити умови, що викликають попит». Біллі купує мішок самих колючих будяків, нібито для того, щоб «відкрити виробництво віскі», а насправді уночі розкидає реп'яхи вулицями міста.
На ранок мешканці міста не можуть пройти. У цей час вулицею йде взута в черевики знайома Біллі — Паса. Мешканці міста розуміють, що взуття може врятувати їх від колючок, і штурмують магазин Гудвіна так, що тому доводиться наводити порядок стріляниною. Така активність змушує Естебана негайно забрати саквояж з дому Гудвіна, поки той не знайшов його.
Френка починає шантажувати місцевий волоцюга і алкоголік на прізвисько Вельзевул, колишній лікар і інтелігент. Вельзевул бачив, як Гудвін забирав саквояж і вимагає грошей на квиток з Анчурії. Френку нічого не залишається, як погодитися і передати йому виручку за продане взуття.
Незабаром море виносить на анчурійський берег рудоволосого чоловіка на ім'я Діккі Мелоні, який на всі наявні у нього гроші замовляє випивку на всіх і відразу ж стає своїм. Вельзевул сідає на корабель, але намагаючись відправити останнє послання тоне у морі.

### 2 серія
Біллі Кьоу і Естебан грають в нарди і Біллі натякає, що знає про те, що саквояж у цирульника. Естебан змушений переховати його далеко в горах. Ізабелла тим часом залишає Гудвіна і йде танцювати в місцевих шинках.
Паса закохується в Діккі Мелоні і виходить за нього заміж. Вони відкривають лавочку, але з часом вона зауважує, що Мелоні займається якимись темними справами.
Біллі Кьоу у цей час лише сидить на березі і грає на флейті. Френк злиться на Біллі за те, що той сидить склавши руки, але Біллі відповідає, що знає, у кого саквояж. Гудвін пропонує Біллі допомогу, але той впевнений, що впорається і сам.
Естебан, що сховав саквояж, домагається Ізабелли і обіцяє забезпечити їй кар'єру артистки. На прохання Біллі Ізабелла фліртує з Естебаном і він, сповнений надії, відправляється за захованими грошима. Несподівано з'ясовується, що про схованку з грошима знає непомічений раніше сліпий скрипаль. Йому вдається забрати саквояж, але дорогою назад скрипаль падає з обриву в море разом з грошима. Естебан, не знайшовши саквояжа, позбавляється розуму.
В Анчурії починається черговий переворот і представник місцевого уряду Сабас, взявши з собою військо, мчить до столиці захопити владу. Тим часом Паса, Біллі і Френк відвідують Діккі у в'язниці і дізнаються від нього про переворот. Для Діккі захоплення влади Сабасом означає смерть, і Гудвін приймає рішення врятувати Діккі, зашкодивши Сабасу увійти до столиці. Кьоу знехотя супроводжує його і удвох вони розстрілюють чималий загін Сабаса, але тому вдається втекти. Гудвін, відомий влучною стрільбою вражений втечею Сабаса, але тішиться тим, що Ізабелла повертається до нього.
У гавань входить пароплав «Везувій» і Діккі Мелоні посилає Пасу повідомити капітану, що він в тюрмі. Отримавши хабар, шеф поліції випускає його. Мелоні зустрічається зі своїми господарями на «Везувії», звітує про кількість випитого і саою популярність. У цей час Паса повертається до в'язниці, де безуспішно розшукує Діккі.
Діккі Мелоні зустрічається з Сабасом і виявляє, що є одним з можливих «спадкоємців престолу». Діккі стає президентом.
Сабас дає Діккі Мелоні постанову про арешт злочинців Вільяма Кьоу і Джимі Корбета, але Діккі заявляє, що ці люди — його друзі, але поступається Сабасові.
Біллі і Френк чують повідомлення про нагороду за їх піймання і сприймають його по-різному: Біллі філософствує, а Френк обурюється низькою премією за їх голови. Вночі друзі тікають до моря, до них приєднуються Ізабелла і Паса.

## У ролях
- Армен Джигарханян —  Біллі Кьоу
- Валентин Гафт —  Френк Гудвін
- Микола Караченцов —  Діккі Мелоні
- Кахі Кавсадзе —  Сабас
- Ернст Романов —  Вельзевул
- Фелікс Гілевич —  Скрипаль
- Неллі Волшанінова —  Паса
- Віда-Вайва Майнеліте —  Ізабелла
- Расми Джабраїлов —  Естебан
- Микола Казаков —  епізод

## Знімальна група
- Автор сценарію: Леван Челідзе
- Режисер: Микола Рашеев
- Оператор: Фелікс Гілевич
- Композитор: Володимир Дашкевич